# Pontecagnano Faiano
Pontecagnano Faiano är en kommun i provinsen Salerno i regionen Kampanien i Italien. Kommunen hade 26 242 invånare (2017).